# Конь (шахматы)
Конь (Юникод ♘♞) — шахматная фигура, в начале партии (игры шахматы) располагающаяся на полях b1, g1 (белые кони) и b8, g8 (чёрные кони).
|   | a | b | c | d | e | f | g | h |   |
| - | --- | --- | --- | --- | --- | --- | --- | --- | - |
| 8 | c6 чёрный крест · e6 чёрный крест · b5 чёрный крест · f5 чёрный крест · d4 чёрный конь · b3 чёрный крест · f3 чёрный крест · c2 чёрный крест · e2 чёрный крест | c6 чёрный крест · e6 чёрный крест · b5 чёрный крест · f5 чёрный крест · d4 чёрный конь · b3 чёрный крест · f3 чёрный крест · c2 чёрный крест · e2 чёрный крест | c6 чёрный крест · e6 чёрный крест · b5 чёрный крест · f5 чёрный крест · d4 чёрный конь · b3 чёрный крест · f3 чёрный крест · c2 чёрный крест · e2 чёрный крест | c6 чёрный крест · e6 чёрный крест · b5 чёрный крест · f5 чёрный крест · d4 чёрный конь · b3 чёрный крест · f3 чёрный крест · c2 чёрный крест · e2 чёрный крест | c6 чёрный крест · e6 чёрный крест · b5 чёрный крест · f5 чёрный крест · d4 чёрный конь · b3 чёрный крест · f3 чёрный крест · c2 чёрный крест · e2 чёрный крест | c6 чёрный крест · e6 чёрный крест · b5 чёрный крест · f5 чёрный крест · d4 чёрный конь · b3 чёрный крест · f3 чёрный крест · c2 чёрный крест · e2 чёрный крест | c6 чёрный крест · e6 чёрный крест · b5 чёрный крест · f5 чёрный крест · d4 чёрный конь · b3 чёрный крест · f3 чёрный крест · c2 чёрный крест · e2 чёрный крест | c6 чёрный крест · e6 чёрный крест · b5 чёрный крест · f5 чёрный крест · d4 чёрный конь · b3 чёрный крест · f3 чёрный крест · c2 чёрный крест · e2 чёрный крест | 8 |
| 7 | c6 чёрный крест · e6 чёрный крест · b5 чёрный крест · f5 чёрный крест · d4 чёрный конь · b3 чёрный крест · f3 чёрный крест · c2 чёрный крест · e2 чёрный крест | c6 чёрный крест · e6 чёрный крест · b5 чёрный крест · f5 чёрный крест · d4 чёрный конь · b3 чёрный крест · f3 чёрный крест · c2 чёрный крест · e2 чёрный крест | c6 чёрный крест · e6 чёрный крест · b5 чёрный крест · f5 чёрный крест · d4 чёрный конь · b3 чёрный крест · f3 чёрный крест · c2 чёрный крест · e2 чёрный крест | c6 чёрный крест · e6 чёрный крест · b5 чёрный крест · f5 чёрный крест · d4 чёрный конь · b3 чёрный крест · f3 чёрный крест · c2 чёрный крест · e2 чёрный крест | c6 чёрный крест · e6 чёрный крест · b5 чёрный крест · f5 чёрный крест · d4 чёрный конь · b3 чёрный крест · f3 чёрный крест · c2 чёрный крест · e2 чёрный крест | c6 чёрный крест · e6 чёрный крест · b5 чёрный крест · f5 чёрный крест · d4 чёрный конь · b3 чёрный крест · f3 чёрный крест · c2 чёрный крест · e2 чёрный крест | c6 чёрный крест · e6 чёрный крест · b5 чёрный крест · f5 чёрный крест · d4 чёрный конь · b3 чёрный крест · f3 чёрный крест · c2 чёрный крест · e2 чёрный крест | c6 чёрный крест · e6 чёрный крест · b5 чёрный крест · f5 чёрный крест · d4 чёрный конь · b3 чёрный крест · f3 чёрный крест · c2 чёрный крест · e2 чёрный крест | 7 |
| 6 | c6 чёрный крест · e6 чёрный крест · b5 чёрный крест · f5 чёрный крест · d4 чёрный конь · b3 чёрный крест · f3 чёрный крест · c2 чёрный крест · e2 чёрный крест | c6 чёрный крест · e6 чёрный крест · b5 чёрный крест · f5 чёрный крест · d4 чёрный конь · b3 чёрный крест · f3 чёрный крест · c2 чёрный крест · e2 чёрный крест | c6 чёрный крест · e6 чёрный крест · b5 чёрный крест · f5 чёрный крест · d4 чёрный конь · b3 чёрный крест · f3 чёрный крест · c2 чёрный крест · e2 чёрный крест | c6 чёрный крест · e6 чёрный крест · b5 чёрный крест · f5 чёрный крест · d4 чёрный конь · b3 чёрный крест · f3 чёрный крест · c2 чёрный крест · e2 чёрный крест | c6 чёрный крест · e6 чёрный крест · b5 чёрный крест · f5 чёрный крест · d4 чёрный конь · b3 чёрный крест · f3 чёрный крест · c2 чёрный крест · e2 чёрный крест | c6 чёрный крест · e6 чёрный крест · b5 чёрный крест · f5 чёрный крест · d4 чёрный конь · b3 чёрный крест · f3 чёрный крест · c2 чёрный крест · e2 чёрный крест | c6 чёрный крест · e6 чёрный крест · b5 чёрный крест · f5 чёрный крест · d4 чёрный конь · b3 чёрный крест · f3 чёрный крест · c2 чёрный крест · e2 чёрный крест | c6 чёрный крест · e6 чёрный крест · b5 чёрный крест · f5 чёрный крест · d4 чёрный конь · b3 чёрный крест · f3 чёрный крест · c2 чёрный крест · e2 чёрный крест | 6 |
| 5 | c6 чёрный крест · e6 чёрный крест · b5 чёрный крест · f5 чёрный крест · d4 чёрный конь · b3 чёрный крест · f3 чёрный крест · c2 чёрный крест · e2 чёрный крест | c6 чёрный крест · e6 чёрный крест · b5 чёрный крест · f5 чёрный крест · d4 чёрный конь · b3 чёрный крест · f3 чёрный крест · c2 чёрный крест · e2 чёрный крест | c6 чёрный крест · e6 чёрный крест · b5 чёрный крест · f5 чёрный крест · d4 чёрный конь · b3 чёрный крест · f3 чёрный крест · c2 чёрный крест · e2 чёрный крест | c6 чёрный крест · e6 чёрный крест · b5 чёрный крест · f5 чёрный крест · d4 чёрный конь · b3 чёрный крест · f3 чёрный крест · c2 чёрный крест · e2 чёрный крест | c6 чёрный крест · e6 чёрный крест · b5 чёрный крест · f5 чёрный крест · d4 чёрный конь · b3 чёрный крест · f3 чёрный крест · c2 чёрный крест · e2 чёрный крест | c6 чёрный крест · e6 чёрный крест · b5 чёрный крест · f5 чёрный крест · d4 чёрный конь · b3 чёрный крест · f3 чёрный крест · c2 чёрный крест · e2 чёрный крест | c6 чёрный крест · e6 чёрный крест · b5 чёрный крест · f5 чёрный крест · d4 чёрный конь · b3 чёрный крест · f3 чёрный крест · c2 чёрный крест · e2 чёрный крест | c6 чёрный крест · e6 чёрный крест · b5 чёрный крест · f5 чёрный крест · d4 чёрный конь · b3 чёрный крест · f3 чёрный крест · c2 чёрный крест · e2 чёрный крест | 5 |
| 4 | c6 чёрный крест · e6 чёрный крест · b5 чёрный крест · f5 чёрный крест · d4 чёрный конь · b3 чёрный крест · f3 чёрный крест · c2 чёрный крест · e2 чёрный крест | c6 чёрный крест · e6 чёрный крест · b5 чёрный крест · f5 чёрный крест · d4 чёрный конь · b3 чёрный крест · f3 чёрный крест · c2 чёрный крест · e2 чёрный крест | c6 чёрный крест · e6 чёрный крест · b5 чёрный крест · f5 чёрный крест · d4 чёрный конь · b3 чёрный крест · f3 чёрный крест · c2 чёрный крест · e2 чёрный крест | c6 чёрный крест · e6 чёрный крест · b5 чёрный крест · f5 чёрный крест · d4 чёрный конь · b3 чёрный крест · f3 чёрный крест · c2 чёрный крест · e2 чёрный крест | c6 чёрный крест · e6 чёрный крест · b5 чёрный крест · f5 чёрный крест · d4 чёрный конь · b3 чёрный крест · f3 чёрный крест · c2 чёрный крест · e2 чёрный крест | c6 чёрный крест · e6 чёрный крест · b5 чёрный крест · f5 чёрный крест · d4 чёрный конь · b3 чёрный крест · f3 чёрный крест · c2 чёрный крест · e2 чёрный крест | c6 чёрный крест · e6 чёрный крест · b5 чёрный крест · f5 чёрный крест · d4 чёрный конь · b3 чёрный крест · f3 чёрный крест · c2 чёрный крест · e2 чёрный крест | c6 чёрный крест · e6 чёрный крест · b5 чёрный крест · f5 чёрный крест · d4 чёрный конь · b3 чёрный крест · f3 чёрный крест · c2 чёрный крест · e2 чёрный крест | 4 |
| 3 | c6 чёрный крест · e6 чёрный крест · b5 чёрный крест · f5 чёрный крест · d4 чёрный конь · b3 чёрный крест · f3 чёрный крест · c2 чёрный крест · e2 чёрный крест | c6 чёрный крест · e6 чёрный крест · b5 чёрный крест · f5 чёрный крест · d4 чёрный конь · b3 чёрный крест · f3 чёрный крест · c2 чёрный крест · e2 чёрный крест | c6 чёрный крест · e6 чёрный крест · b5 чёрный крест · f5 чёрный крест · d4 чёрный конь · b3 чёрный крест · f3 чёрный крест · c2 чёрный крест · e2 чёрный крест | c6 чёрный крест · e6 чёрный крест · b5 чёрный крест · f5 чёрный крест · d4 чёрный конь · b3 чёрный крест · f3 чёрный крест · c2 чёрный крест · e2 чёрный крест | c6 чёрный крест · e6 чёрный крест · b5 чёрный крест · f5 чёрный крест · d4 чёрный конь · b3 чёрный крест · f3 чёрный крест · c2 чёрный крест · e2 чёрный крест | c6 чёрный крест · e6 чёрный крест · b5 чёрный крест · f5 чёрный крест · d4 чёрный конь · b3 чёрный крест · f3 чёрный крест · c2 чёрный крест · e2 чёрный крест | c6 чёрный крест · e6 чёрный крест · b5 чёрный крест · f5 чёрный крест · d4 чёрный конь · b3 чёрный крест · f3 чёрный крест · c2 чёрный крест · e2 чёрный крест | c6 чёрный крест · e6 чёрный крест · b5 чёрный крест · f5 чёрный крест · d4 чёрный конь · b3 чёрный крест · f3 чёрный крест · c2 чёрный крест · e2 чёрный крест | 3 |
| 2 | c6 чёрный крест · e6 чёрный крест · b5 чёрный крест · f5 чёрный крест · d4 чёрный конь · b3 чёрный крест · f3 чёрный крест · c2 чёрный крест · e2 чёрный крест | c6 чёрный крест · e6 чёрный крест · b5 чёрный крест · f5 чёрный крест · d4 чёрный конь · b3 чёрный крест · f3 чёрный крест · c2 чёрный крест · e2 чёрный крест | c6 чёрный крест · e6 чёрный крест · b5 чёрный крест · f5 чёрный крест · d4 чёрный конь · b3 чёрный крест · f3 чёрный крест · c2 чёрный крест · e2 чёрный крест | c6 чёрный крест · e6 чёрный крест · b5 чёрный крест · f5 чёрный крест · d4 чёрный конь · b3 чёрный крест · f3 чёрный крест · c2 чёрный крест · e2 чёрный крест | c6 чёрный крест · e6 чёрный крест · b5 чёрный крест · f5 чёрный крест · d4 чёрный конь · b3 чёрный крест · f3 чёрный крест · c2 чёрный крест · e2 чёрный крест | c6 чёрный крест · e6 чёрный крест · b5 чёрный крест · f5 чёрный крест · d4 чёрный конь · b3 чёрный крест · f3 чёрный крест · c2 чёрный крест · e2 чёрный крест | c6 чёрный крест · e6 чёрный крест · b5 чёрный крест · f5 чёрный крест · d4 чёрный конь · b3 чёрный крест · f3 чёрный крест · c2 чёрный крест · e2 чёрный крест | c6 чёрный крест · e6 чёрный крест · b5 чёрный крест · f5 чёрный крест · d4 чёрный конь · b3 чёрный крест · f3 чёрный крест · c2 чёрный крест · e2 чёрный крест | 2 |
| 1 | c6 чёрный крест · e6 чёрный крест · b5 чёрный крест · f5 чёрный крест · d4 чёрный конь · b3 чёрный крест · f3 чёрный крест · c2 чёрный крест · e2 чёрный крест | c6 чёрный крест · e6 чёрный крест · b5 чёрный крест · f5 чёрный крест · d4 чёрный конь · b3 чёрный крест · f3 чёрный крест · c2 чёрный крест · e2 чёрный крест | c6 чёрный крест · e6 чёрный крест · b5 чёрный крест · f5 чёрный крест · d4 чёрный конь · b3 чёрный крест · f3 чёрный крест · c2 чёрный крест · e2 чёрный крест | c6 чёрный крест · e6 чёрный крест · b5 чёрный крест · f5 чёрный крест · d4 чёрный конь · b3 чёрный крест · f3 чёрный крест · c2 чёрный крест · e2 чёрный крест | c6 чёрный крест · e6 чёрный крест · b5 чёрный крест · f5 чёрный крест · d4 чёрный конь · b3 чёрный крест · f3 чёрный крест · c2 чёрный крест · e2 чёрный крест | c6 чёрный крест · e6 чёрный крест · b5 чёрный крест · f5 чёрный крест · d4 чёрный конь · b3 чёрный крест · f3 чёрный крест · c2 чёрный крест · e2 чёрный крест | c6 чёрный крест · e6 чёрный крест · b5 чёрный крест · f5 чёрный крест · d4 чёрный конь · b3 чёрный крест · f3 чёрный крест · c2 чёрный крест · e2 чёрный крест | c6 чёрный крест · e6 чёрный крест · b5 чёрный крест · f5 чёрный крест · d4 чёрный конь · b3 чёрный крест · f3 чёрный крест · c2 чёрный крест · e2 чёрный крест | 1 |
|   | a | b | c | d | e | f | g | h |   |

## Правила хода
Конь двигается на две клетки по вертикали и затем на одну клетку по горизонтали, или наоборот, на две клетки по горизонтали и на одну клетку по вертикали. Тем самым движение коня напоминает заглавную букву «Г» кириллического или заглавную букву «L» латинского алфавитов. Согласно формулировке в международных и российских правилах, конь ходит на одно из полей, ближайших к тому, на котором он стоит, но не на той же самой горизонтали, вертикали или диагонали.
|   | a                                                               | b                                                               | c                                                               | d                                                               | e                                                               | f                                                               | g                                                               | h                                                               |   |
| - | --------------------------------------------------------------- | --------------------------------------------------------------- | --------------------------------------------------------------- | --------------------------------------------------------------- | --------------------------------------------------------------- | --------------------------------------------------------------- | --------------------------------------------------------------- | --------------------------------------------------------------- | - |
| 8 | b8 чёрный конь · g8 чёрный конь · b1 белый конь · g1 белый конь | b8 чёрный конь · g8 чёрный конь · b1 белый конь · g1 белый конь | b8 чёрный конь · g8 чёрный конь · b1 белый конь · g1 белый конь | b8 чёрный конь · g8 чёрный конь · b1 белый конь · g1 белый конь | b8 чёрный конь · g8 чёрный конь · b1 белый конь · g1 белый конь | b8 чёрный конь · g8 чёрный конь · b1 белый конь · g1 белый конь | b8 чёрный конь · g8 чёрный конь · b1 белый конь · g1 белый конь | b8 чёрный конь · g8 чёрный конь · b1 белый конь · g1 белый конь | 8 |
| 7 | b8 чёрный конь · g8 чёрный конь · b1 белый конь · g1 белый конь | b8 чёрный конь · g8 чёрный конь · b1 белый конь · g1 белый конь | b8 чёрный конь · g8 чёрный конь · b1 белый конь · g1 белый конь | b8 чёрный конь · g8 чёрный конь · b1 белый конь · g1 белый конь | b8 чёрный конь · g8 чёрный конь · b1 белый конь · g1 белый конь | b8 чёрный конь · g8 чёрный конь · b1 белый конь · g1 белый конь | b8 чёрный конь · g8 чёрный конь · b1 белый конь · g1 белый конь | b8 чёрный конь · g8 чёрный конь · b1 белый конь · g1 белый конь | 7 |
| 6 | b8 чёрный конь · g8 чёрный конь · b1 белый конь · g1 белый конь | b8 чёрный конь · g8 чёрный конь · b1 белый конь · g1 белый конь | b8 чёрный конь · g8 чёрный конь · b1 белый конь · g1 белый конь | b8 чёрный конь · g8 чёрный конь · b1 белый конь · g1 белый конь | b8 чёрный конь · g8 чёрный конь · b1 белый конь · g1 белый конь | b8 чёрный конь · g8 чёрный конь · b1 белый конь · g1 белый конь | b8 чёрный конь · g8 чёрный конь · b1 белый конь · g1 белый конь | b8 чёрный конь · g8 чёрный конь · b1 белый конь · g1 белый конь | 6 |
| 5 | b8 чёрный конь · g8 чёрный конь · b1 белый конь · g1 белый конь | b8 чёрный конь · g8 чёрный конь · b1 белый конь · g1 белый конь | b8 чёрный конь · g8 чёрный конь · b1 белый конь · g1 белый конь | b8 чёрный конь · g8 чёрный конь · b1 белый конь · g1 белый конь | b8 чёрный конь · g8 чёрный конь · b1 белый конь · g1 белый конь | b8 чёрный конь · g8 чёрный конь · b1 белый конь · g1 белый конь | b8 чёрный конь · g8 чёрный конь · b1 белый конь · g1 белый конь | b8 чёрный конь · g8 чёрный конь · b1 белый конь · g1 белый конь | 5 |
| 4 | b8 чёрный конь · g8 чёрный конь · b1 белый конь · g1 белый конь | b8 чёрный конь · g8 чёрный конь · b1 белый конь · g1 белый конь | b8 чёрный конь · g8 чёрный конь · b1 белый конь · g1 белый конь | b8 чёрный конь · g8 чёрный конь · b1 белый конь · g1 белый конь | b8 чёрный конь · g8 чёрный конь · b1 белый конь · g1 белый конь | b8 чёрный конь · g8 чёрный конь · b1 белый конь · g1 белый конь | b8 чёрный конь · g8 чёрный конь · b1 белый конь · g1 белый конь | b8 чёрный конь · g8 чёрный конь · b1 белый конь · g1 белый конь | 4 |
| 3 | b8 чёрный конь · g8 чёрный конь · b1 белый конь · g1 белый конь | b8 чёрный конь · g8 чёрный конь · b1 белый конь · g1 белый конь | b8 чёрный конь · g8 чёрный конь · b1 белый конь · g1 белый конь | b8 чёрный конь · g8 чёрный конь · b1 белый конь · g1 белый конь | b8 чёрный конь · g8 чёрный конь · b1 белый конь · g1 белый конь | b8 чёрный конь · g8 чёрный конь · b1 белый конь · g1 белый конь | b8 чёрный конь · g8 чёрный конь · b1 белый конь · g1 белый конь | b8 чёрный конь · g8 чёрный конь · b1 белый конь · g1 белый конь | 3 |
| 2 | b8 чёрный конь · g8 чёрный конь · b1 белый конь · g1 белый конь | b8 чёрный конь · g8 чёрный конь · b1 белый конь · g1 белый конь | b8 чёрный конь · g8 чёрный конь · b1 белый конь · g1 белый конь | b8 чёрный конь · g8 чёрный конь · b1 белый конь · g1 белый конь | b8 чёрный конь · g8 чёрный конь · b1 белый конь · g1 белый конь | b8 чёрный конь · g8 чёрный конь · b1 белый конь · g1 белый конь | b8 чёрный конь · g8 чёрный конь · b1 белый конь · g1 белый конь | b8 чёрный конь · g8 чёрный конь · b1 белый конь · g1 белый конь | 2 |
| 1 | b8 чёрный конь · g8 чёрный конь · b1 белый конь · g1 белый конь | b8 чёрный конь · g8 чёрный конь · b1 белый конь · g1 белый конь | b8 чёрный конь · g8 чёрный конь · b1 белый конь · g1 белый конь | b8 чёрный конь · g8 чёрный конь · b1 белый конь · g1 белый конь | b8 чёрный конь · g8 чёрный конь · b1 белый конь · g1 белый конь | b8 чёрный конь · g8 чёрный конь · b1 белый конь · g1 белый конь | b8 чёрный конь · g8 чёрный конь · b1 белый конь · g1 белый конь | b8 чёрный конь · g8 чёрный конь · b1 белый конь · g1 белый конь | 1 |
|   | a                                                               | b                                                               | c                                                               | d                                                               | e                                                               | f                                                               | g                                                               | h                                                               |   |

|   | a | b | c | d | e | f | g | h |   |
| - | --- | --- | --- | --- | --- | --- | --- | --- | - |
| 8 | c6 чёрный круг · e6 чёрный круг · b5 чёрный круг · f5 чёрный круг · d4 чёрный конь · b3 чёрный круг · f3 чёрный круг · g3 белый круг · c2 чёрный круг · e2 чёрный круг · f2 белый круг · h1 белый конь | c6 чёрный круг · e6 чёрный круг · b5 чёрный круг · f5 чёрный круг · d4 чёрный конь · b3 чёрный круг · f3 чёрный круг · g3 белый круг · c2 чёрный круг · e2 чёрный круг · f2 белый круг · h1 белый конь | c6 чёрный круг · e6 чёрный круг · b5 чёрный круг · f5 чёрный круг · d4 чёрный конь · b3 чёрный круг · f3 чёрный круг · g3 белый круг · c2 чёрный круг · e2 чёрный круг · f2 белый круг · h1 белый конь | c6 чёрный круг · e6 чёрный круг · b5 чёрный круг · f5 чёрный круг · d4 чёрный конь · b3 чёрный круг · f3 чёрный круг · g3 белый круг · c2 чёрный круг · e2 чёрный круг · f2 белый круг · h1 белый конь | c6 чёрный круг · e6 чёрный круг · b5 чёрный круг · f5 чёрный круг · d4 чёрный конь · b3 чёрный круг · f3 чёрный круг · g3 белый круг · c2 чёрный круг · e2 чёрный круг · f2 белый круг · h1 белый конь | c6 чёрный круг · e6 чёрный круг · b5 чёрный круг · f5 чёрный круг · d4 чёрный конь · b3 чёрный круг · f3 чёрный круг · g3 белый круг · c2 чёрный круг · e2 чёрный круг · f2 белый круг · h1 белый конь | c6 чёрный круг · e6 чёрный круг · b5 чёрный круг · f5 чёрный круг · d4 чёрный конь · b3 чёрный круг · f3 чёрный круг · g3 белый круг · c2 чёрный круг · e2 чёрный круг · f2 белый круг · h1 белый конь | c6 чёрный круг · e6 чёрный круг · b5 чёрный круг · f5 чёрный круг · d4 чёрный конь · b3 чёрный круг · f3 чёрный круг · g3 белый круг · c2 чёрный круг · e2 чёрный круг · f2 белый круг · h1 белый конь | 8 |
| 7 | c6 чёрный круг · e6 чёрный круг · b5 чёрный круг · f5 чёрный круг · d4 чёрный конь · b3 чёрный круг · f3 чёрный круг · g3 белый круг · c2 чёрный круг · e2 чёрный круг · f2 белый круг · h1 белый конь | c6 чёрный круг · e6 чёрный круг · b5 чёрный круг · f5 чёрный круг · d4 чёрный конь · b3 чёрный круг · f3 чёрный круг · g3 белый круг · c2 чёрный круг · e2 чёрный круг · f2 белый круг · h1 белый конь | c6 чёрный круг · e6 чёрный круг · b5 чёрный круг · f5 чёрный круг · d4 чёрный конь · b3 чёрный круг · f3 чёрный круг · g3 белый круг · c2 чёрный круг · e2 чёрный круг · f2 белый круг · h1 белый конь | c6 чёрный круг · e6 чёрный круг · b5 чёрный круг · f5 чёрный круг · d4 чёрный конь · b3 чёрный круг · f3 чёрный круг · g3 белый круг · c2 чёрный круг · e2 чёрный круг · f2 белый круг · h1 белый конь | c6 чёрный круг · e6 чёрный круг · b5 чёрный круг · f5 чёрный круг · d4 чёрный конь · b3 чёрный круг · f3 чёрный круг · g3 белый круг · c2 чёрный круг · e2 чёрный круг · f2 белый круг · h1 белый конь | c6 чёрный круг · e6 чёрный круг · b5 чёрный круг · f5 чёрный круг · d4 чёрный конь · b3 чёрный круг · f3 чёрный круг · g3 белый круг · c2 чёрный круг · e2 чёрный круг · f2 белый круг · h1 белый конь | c6 чёрный круг · e6 чёрный круг · b5 чёрный круг · f5 чёрный круг · d4 чёрный конь · b3 чёрный круг · f3 чёрный круг · g3 белый круг · c2 чёрный круг · e2 чёрный круг · f2 белый круг · h1 белый конь | c6 чёрный круг · e6 чёрный круг · b5 чёрный круг · f5 чёрный круг · d4 чёрный конь · b3 чёрный круг · f3 чёрный круг · g3 белый круг · c2 чёрный круг · e2 чёрный круг · f2 белый круг · h1 белый конь | 7 |
| 6 | c6 чёрный круг · e6 чёрный круг · b5 чёрный круг · f5 чёрный круг · d4 чёрный конь · b3 чёрный круг · f3 чёрный круг · g3 белый круг · c2 чёрный круг · e2 чёрный круг · f2 белый круг · h1 белый конь | c6 чёрный круг · e6 чёрный круг · b5 чёрный круг · f5 чёрный круг · d4 чёрный конь · b3 чёрный круг · f3 чёрный круг · g3 белый круг · c2 чёрный круг · e2 чёрный круг · f2 белый круг · h1 белый конь | c6 чёрный круг · e6 чёрный круг · b5 чёрный круг · f5 чёрный круг · d4 чёрный конь · b3 чёрный круг · f3 чёрный круг · g3 белый круг · c2 чёрный круг · e2 чёрный круг · f2 белый круг · h1 белый конь | c6 чёрный круг · e6 чёрный круг · b5 чёрный круг · f5 чёрный круг · d4 чёрный конь · b3 чёрный круг · f3 чёрный круг · g3 белый круг · c2 чёрный круг · e2 чёрный круг · f2 белый круг · h1 белый конь | c6 чёрный круг · e6 чёрный круг · b5 чёрный круг · f5 чёрный круг · d4 чёрный конь · b3 чёрный круг · f3 чёрный круг · g3 белый круг · c2 чёрный круг · e2 чёрный круг · f2 белый круг · h1 белый конь | c6 чёрный круг · e6 чёрный круг · b5 чёрный круг · f5 чёрный круг · d4 чёрный конь · b3 чёрный круг · f3 чёрный круг · g3 белый круг · c2 чёрный круг · e2 чёрный круг · f2 белый круг · h1 белый конь | c6 чёрный круг · e6 чёрный круг · b5 чёрный круг · f5 чёрный круг · d4 чёрный конь · b3 чёрный круг · f3 чёрный круг · g3 белый круг · c2 чёрный круг · e2 чёрный круг · f2 белый круг · h1 белый конь | c6 чёрный круг · e6 чёрный круг · b5 чёрный круг · f5 чёрный круг · d4 чёрный конь · b3 чёрный круг · f3 чёрный круг · g3 белый круг · c2 чёрный круг · e2 чёрный круг · f2 белый круг · h1 белый конь | 6 |
| 5 | c6 чёрный круг · e6 чёрный круг · b5 чёрный круг · f5 чёрный круг · d4 чёрный конь · b3 чёрный круг · f3 чёрный круг · g3 белый круг · c2 чёрный круг · e2 чёрный круг · f2 белый круг · h1 белый конь | c6 чёрный круг · e6 чёрный круг · b5 чёрный круг · f5 чёрный круг · d4 чёрный конь · b3 чёрный круг · f3 чёрный круг · g3 белый круг · c2 чёрный круг · e2 чёрный круг · f2 белый круг · h1 белый конь | c6 чёрный круг · e6 чёрный круг · b5 чёрный круг · f5 чёрный круг · d4 чёрный конь · b3 чёрный круг · f3 чёрный круг · g3 белый круг · c2 чёрный круг · e2 чёрный круг · f2 белый круг · h1 белый конь | c6 чёрный круг · e6 чёрный круг · b5 чёрный круг · f5 чёрный круг · d4 чёрный конь · b3 чёрный круг · f3 чёрный круг · g3 белый круг · c2 чёрный круг · e2 чёрный круг · f2 белый круг · h1 белый конь | c6 чёрный круг · e6 чёрный круг · b5 чёрный круг · f5 чёрный круг · d4 чёрный конь · b3 чёрный круг · f3 чёрный круг · g3 белый круг · c2 чёрный круг · e2 чёрный круг · f2 белый круг · h1 белый конь | c6 чёрный круг · e6 чёрный круг · b5 чёрный круг · f5 чёрный круг · d4 чёрный конь · b3 чёрный круг · f3 чёрный круг · g3 белый круг · c2 чёрный круг · e2 чёрный круг · f2 белый круг · h1 белый конь | c6 чёрный круг · e6 чёрный круг · b5 чёрный круг · f5 чёрный круг · d4 чёрный конь · b3 чёрный круг · f3 чёрный круг · g3 белый круг · c2 чёрный круг · e2 чёрный круг · f2 белый круг · h1 белый конь | c6 чёрный круг · e6 чёрный круг · b5 чёрный круг · f5 чёрный круг · d4 чёрный конь · b3 чёрный круг · f3 чёрный круг · g3 белый круг · c2 чёрный круг · e2 чёрный круг · f2 белый круг · h1 белый конь | 5 |
| 4 | c6 чёрный круг · e6 чёрный круг · b5 чёрный круг · f5 чёрный круг · d4 чёрный конь · b3 чёрный круг · f3 чёрный круг · g3 белый круг · c2 чёрный круг · e2 чёрный круг · f2 белый круг · h1 белый конь | c6 чёрный круг · e6 чёрный круг · b5 чёрный круг · f5 чёрный круг · d4 чёрный конь · b3 чёрный круг · f3 чёрный круг · g3 белый круг · c2 чёрный круг · e2 чёрный круг · f2 белый круг · h1 белый конь | c6 чёрный круг · e6 чёрный круг · b5 чёрный круг · f5 чёрный круг · d4 чёрный конь · b3 чёрный круг · f3 чёрный круг · g3 белый круг · c2 чёрный круг · e2 чёрный круг · f2 белый круг · h1 белый конь | c6 чёрный круг · e6 чёрный круг · b5 чёрный круг · f5 чёрный круг · d4 чёрный конь · b3 чёрный круг · f3 чёрный круг · g3 белый круг · c2 чёрный круг · e2 чёрный круг · f2 белый круг · h1 белый конь | c6 чёрный круг · e6 чёрный круг · b5 чёрный круг · f5 чёрный круг · d4 чёрный конь · b3 чёрный круг · f3 чёрный круг · g3 белый круг · c2 чёрный круг · e2 чёрный круг · f2 белый круг · h1 белый конь | c6 чёрный круг · e6 чёрный круг · b5 чёрный круг · f5 чёрный круг · d4 чёрный конь · b3 чёрный круг · f3 чёрный круг · g3 белый круг · c2 чёрный круг · e2 чёрный круг · f2 белый круг · h1 белый конь | c6 чёрный круг · e6 чёрный круг · b5 чёрный круг · f5 чёрный круг · d4 чёрный конь · b3 чёрный круг · f3 чёрный круг · g3 белый круг · c2 чёрный круг · e2 чёрный круг · f2 белый круг · h1 белый конь | c6 чёрный круг · e6 чёрный круг · b5 чёрный круг · f5 чёрный круг · d4 чёрный конь · b3 чёрный круг · f3 чёрный круг · g3 белый круг · c2 чёрный круг · e2 чёрный круг · f2 белый круг · h1 белый конь | 4 |
| 3 | c6 чёрный круг · e6 чёрный круг · b5 чёрный круг · f5 чёрный круг · d4 чёрный конь · b3 чёрный круг · f3 чёрный круг · g3 белый круг · c2 чёрный круг · e2 чёрный круг · f2 белый круг · h1 белый конь | c6 чёрный круг · e6 чёрный круг · b5 чёрный круг · f5 чёрный круг · d4 чёрный конь · b3 чёрный круг · f3 чёрный круг · g3 белый круг · c2 чёрный круг · e2 чёрный круг · f2 белый круг · h1 белый конь | c6 чёрный круг · e6 чёрный круг · b5 чёрный круг · f5 чёрный круг · d4 чёрный конь · b3 чёрный круг · f3 чёрный круг · g3 белый круг · c2 чёрный круг · e2 чёрный круг · f2 белый круг · h1 белый конь | c6 чёрный круг · e6 чёрный круг · b5 чёрный круг · f5 чёрный круг · d4 чёрный конь · b3 чёрный круг · f3 чёрный круг · g3 белый круг · c2 чёрный круг · e2 чёрный круг · f2 белый круг · h1 белый конь | c6 чёрный круг · e6 чёрный круг · b5 чёрный круг · f5 чёрный круг · d4 чёрный конь · b3 чёрный круг · f3 чёрный круг · g3 белый круг · c2 чёрный круг · e2 чёрный круг · f2 белый круг · h1 белый конь | c6 чёрный круг · e6 чёрный круг · b5 чёрный круг · f5 чёрный круг · d4 чёрный конь · b3 чёрный круг · f3 чёрный круг · g3 белый круг · c2 чёрный круг · e2 чёрный круг · f2 белый круг · h1 белый конь | c6 чёрный круг · e6 чёрный круг · b5 чёрный круг · f5 чёрный круг · d4 чёрный конь · b3 чёрный круг · f3 чёрный круг · g3 белый круг · c2 чёрный круг · e2 чёрный круг · f2 белый круг · h1 белый конь | c6 чёрный круг · e6 чёрный круг · b5 чёрный круг · f5 чёрный круг · d4 чёрный конь · b3 чёрный круг · f3 чёрный круг · g3 белый круг · c2 чёрный круг · e2 чёрный круг · f2 белый круг · h1 белый конь | 3 |
| 2 | c6 чёрный круг · e6 чёрный круг · b5 чёрный круг · f5 чёрный круг · d4 чёрный конь · b3 чёрный круг · f3 чёрный круг · g3 белый круг · c2 чёрный круг · e2 чёрный круг · f2 белый круг · h1 белый конь | c6 чёрный круг · e6 чёрный круг · b5 чёрный круг · f5 чёрный круг · d4 чёрный конь · b3 чёрный круг · f3 чёрный круг · g3 белый круг · c2 чёрный круг · e2 чёрный круг · f2 белый круг · h1 белый конь | c6 чёрный круг · e6 чёрный круг · b5 чёрный круг · f5 чёрный круг · d4 чёрный конь · b3 чёрный круг · f3 чёрный круг · g3 белый круг · c2 чёрный круг · e2 чёрный круг · f2 белый круг · h1 белый конь | c6 чёрный круг · e6 чёрный круг · b5 чёрный круг · f5 чёрный круг · d4 чёрный конь · b3 чёрный круг · f3 чёрный круг · g3 белый круг · c2 чёрный круг · e2 чёрный круг · f2 белый круг · h1 белый конь | c6 чёрный круг · e6 чёрный круг · b5 чёрный круг · f5 чёрный круг · d4 чёрный конь · b3 чёрный круг · f3 чёрный круг · g3 белый круг · c2 чёрный круг · e2 чёрный круг · f2 белый круг · h1 белый конь | c6 чёрный круг · e6 чёрный круг · b5 чёрный круг · f5 чёрный круг · d4 чёрный конь · b3 чёрный круг · f3 чёрный круг · g3 белый круг · c2 чёрный круг · e2 чёрный круг · f2 белый круг · h1 белый конь | c6 чёрный круг · e6 чёрный круг · b5 чёрный круг · f5 чёрный круг · d4 чёрный конь · b3 чёрный круг · f3 чёрный круг · g3 белый круг · c2 чёрный круг · e2 чёрный круг · f2 белый круг · h1 белый конь | c6 чёрный круг · e6 чёрный круг · b5 чёрный круг · f5 чёрный круг · d4 чёрный конь · b3 чёрный круг · f3 чёрный круг · g3 белый круг · c2 чёрный круг · e2 чёрный круг · f2 белый круг · h1 белый конь | 2 |
| 1 | c6 чёрный круг · e6 чёрный круг · b5 чёрный круг · f5 чёрный круг · d4 чёрный конь · b3 чёрный круг · f3 чёрный круг · g3 белый круг · c2 чёрный круг · e2 чёрный круг · f2 белый круг · h1 белый конь | c6 чёрный круг · e6 чёрный круг · b5 чёрный круг · f5 чёрный круг · d4 чёрный конь · b3 чёрный круг · f3 чёрный круг · g3 белый круг · c2 чёрный круг · e2 чёрный круг · f2 белый круг · h1 белый конь | c6 чёрный круг · e6 чёрный круг · b5 чёрный круг · f5 чёрный круг · d4 чёрный конь · b3 чёрный круг · f3 чёрный круг · g3 белый круг · c2 чёрный круг · e2 чёрный круг · f2 белый круг · h1 белый конь | c6 чёрный круг · e6 чёрный круг · b5 чёрный круг · f5 чёрный круг · d4 чёрный конь · b3 чёрный круг · f3 чёрный круг · g3 белый круг · c2 чёрный круг · e2 чёрный круг · f2 белый круг · h1 белый конь | c6 чёрный круг · e6 чёрный круг · b5 чёрный круг · f5 чёрный круг · d4 чёрный конь · b3 чёрный круг · f3 чёрный круг · g3 белый круг · c2 чёрный круг · e2 чёрный круг · f2 белый круг · h1 белый конь | c6 чёрный круг · e6 чёрный круг · b5 чёрный круг · f5 чёрный круг · d4 чёрный конь · b3 чёрный круг · f3 чёрный круг · g3 белый круг · c2 чёрный круг · e2 чёрный круг · f2 белый круг · h1 белый конь | c6 чёрный круг · e6 чёрный круг · b5 чёрный круг · f5 чёрный круг · d4 чёрный конь · b3 чёрный круг · f3 чёрный круг · g3 белый круг · c2 чёрный круг · e2 чёрный круг · f2 белый круг · h1 белый конь | c6 чёрный круг · e6 чёрный круг · b5 чёрный круг · f5 чёрный круг · d4 чёрный конь · b3 чёрный круг · f3 чёрный круг · g3 белый круг · c2 чёрный круг · e2 чёрный круг · f2 белый круг · h1 белый конь | 1 |
|   | a | b | c | d | e | f | g | h |   |

## Характерные особенности
|   | a | b | c | d | e | f | g | h |   |
| - | --- | --- | --- | --- | --- | --- | --- | --- | - |
| 8 | a8 чёрный конь · b7 белый король · c7 чёрный крест · b6 чёрный крест · e4 белый слон · d3 чёрный крест · f3 чёрный крест · c2 чёрный крест · g2 чёрный крест · e1 чёрный конь | a8 чёрный конь · b7 белый король · c7 чёрный крест · b6 чёрный крест · e4 белый слон · d3 чёрный крест · f3 чёрный крест · c2 чёрный крест · g2 чёрный крест · e1 чёрный конь | a8 чёрный конь · b7 белый король · c7 чёрный крест · b6 чёрный крест · e4 белый слон · d3 чёрный крест · f3 чёрный крест · c2 чёрный крест · g2 чёрный крест · e1 чёрный конь | a8 чёрный конь · b7 белый король · c7 чёрный крест · b6 чёрный крест · e4 белый слон · d3 чёрный крест · f3 чёрный крест · c2 чёрный крест · g2 чёрный крест · e1 чёрный конь | a8 чёрный конь · b7 белый король · c7 чёрный крест · b6 чёрный крест · e4 белый слон · d3 чёрный крест · f3 чёрный крест · c2 чёрный крест · g2 чёрный крест · e1 чёрный конь | a8 чёрный конь · b7 белый король · c7 чёрный крест · b6 чёрный крест · e4 белый слон · d3 чёрный крест · f3 чёрный крест · c2 чёрный крест · g2 чёрный крест · e1 чёрный конь | a8 чёрный конь · b7 белый король · c7 чёрный крест · b6 чёрный крест · e4 белый слон · d3 чёрный крест · f3 чёрный крест · c2 чёрный крест · g2 чёрный крест · e1 чёрный конь | a8 чёрный конь · b7 белый король · c7 чёрный крест · b6 чёрный крест · e4 белый слон · d3 чёрный крест · f3 чёрный крест · c2 чёрный крест · g2 чёрный крест · e1 чёрный конь | 8 |
| 7 | a8 чёрный конь · b7 белый король · c7 чёрный крест · b6 чёрный крест · e4 белый слон · d3 чёрный крест · f3 чёрный крест · c2 чёрный крест · g2 чёрный крест · e1 чёрный конь | a8 чёрный конь · b7 белый король · c7 чёрный крест · b6 чёрный крест · e4 белый слон · d3 чёрный крест · f3 чёрный крест · c2 чёрный крест · g2 чёрный крест · e1 чёрный конь | a8 чёрный конь · b7 белый король · c7 чёрный крест · b6 чёрный крест · e4 белый слон · d3 чёрный крест · f3 чёрный крест · c2 чёрный крест · g2 чёрный крест · e1 чёрный конь | a8 чёрный конь · b7 белый король · c7 чёрный крест · b6 чёрный крест · e4 белый слон · d3 чёрный крест · f3 чёрный крест · c2 чёрный крест · g2 чёрный крест · e1 чёрный конь | a8 чёрный конь · b7 белый король · c7 чёрный крест · b6 чёрный крест · e4 белый слон · d3 чёрный крест · f3 чёрный крест · c2 чёрный крест · g2 чёрный крест · e1 чёрный конь | a8 чёрный конь · b7 белый король · c7 чёрный крест · b6 чёрный крест · e4 белый слон · d3 чёрный крест · f3 чёрный крест · c2 чёрный крест · g2 чёрный крест · e1 чёрный конь | a8 чёрный конь · b7 белый король · c7 чёрный крест · b6 чёрный крест · e4 белый слон · d3 чёрный крест · f3 чёрный крест · c2 чёрный крест · g2 чёрный крест · e1 чёрный конь | a8 чёрный конь · b7 белый король · c7 чёрный крест · b6 чёрный крест · e4 белый слон · d3 чёрный крест · f3 чёрный крест · c2 чёрный крест · g2 чёрный крест · e1 чёрный конь | 7 |
| 6 | a8 чёрный конь · b7 белый король · c7 чёрный крест · b6 чёрный крест · e4 белый слон · d3 чёрный крест · f3 чёрный крест · c2 чёрный крест · g2 чёрный крест · e1 чёрный конь | a8 чёрный конь · b7 белый король · c7 чёрный крест · b6 чёрный крест · e4 белый слон · d3 чёрный крест · f3 чёрный крест · c2 чёрный крест · g2 чёрный крест · e1 чёрный конь | a8 чёрный конь · b7 белый король · c7 чёрный крест · b6 чёрный крест · e4 белый слон · d3 чёрный крест · f3 чёрный крест · c2 чёрный крест · g2 чёрный крест · e1 чёрный конь | a8 чёрный конь · b7 белый король · c7 чёрный крест · b6 чёрный крест · e4 белый слон · d3 чёрный крест · f3 чёрный крест · c2 чёрный крест · g2 чёрный крест · e1 чёрный конь | a8 чёрный конь · b7 белый король · c7 чёрный крест · b6 чёрный крест · e4 белый слон · d3 чёрный крест · f3 чёрный крест · c2 чёрный крест · g2 чёрный крест · e1 чёрный конь | a8 чёрный конь · b7 белый король · c7 чёрный крест · b6 чёрный крест · e4 белый слон · d3 чёрный крест · f3 чёрный крест · c2 чёрный крест · g2 чёрный крест · e1 чёрный конь | a8 чёрный конь · b7 белый король · c7 чёрный крест · b6 чёрный крест · e4 белый слон · d3 чёрный крест · f3 чёрный крест · c2 чёрный крест · g2 чёрный крест · e1 чёрный конь | a8 чёрный конь · b7 белый король · c7 чёрный крест · b6 чёрный крест · e4 белый слон · d3 чёрный крест · f3 чёрный крест · c2 чёрный крест · g2 чёрный крест · e1 чёрный конь | 6 |
| 5 | a8 чёрный конь · b7 белый король · c7 чёрный крест · b6 чёрный крест · e4 белый слон · d3 чёрный крест · f3 чёрный крест · c2 чёрный крест · g2 чёрный крест · e1 чёрный конь | a8 чёрный конь · b7 белый король · c7 чёрный крест · b6 чёрный крест · e4 белый слон · d3 чёрный крест · f3 чёрный крест · c2 чёрный крест · g2 чёрный крест · e1 чёрный конь | a8 чёрный конь · b7 белый король · c7 чёрный крест · b6 чёрный крест · e4 белый слон · d3 чёрный крест · f3 чёрный крест · c2 чёрный крест · g2 чёрный крест · e1 чёрный конь | a8 чёрный конь · b7 белый король · c7 чёрный крест · b6 чёрный крест · e4 белый слон · d3 чёрный крест · f3 чёрный крест · c2 чёрный крест · g2 чёрный крест · e1 чёрный конь | a8 чёрный конь · b7 белый король · c7 чёрный крест · b6 чёрный крест · e4 белый слон · d3 чёрный крест · f3 чёрный крест · c2 чёрный крест · g2 чёрный крест · e1 чёрный конь | a8 чёрный конь · b7 белый король · c7 чёрный крест · b6 чёрный крест · e4 белый слон · d3 чёрный крест · f3 чёрный крест · c2 чёрный крест · g2 чёрный крест · e1 чёрный конь | a8 чёрный конь · b7 белый король · c7 чёрный крест · b6 чёрный крест · e4 белый слон · d3 чёрный крест · f3 чёрный крест · c2 чёрный крест · g2 чёрный крест · e1 чёрный конь | a8 чёрный конь · b7 белый король · c7 чёрный крест · b6 чёрный крест · e4 белый слон · d3 чёрный крест · f3 чёрный крест · c2 чёрный крест · g2 чёрный крест · e1 чёрный конь | 5 |
| 4 | a8 чёрный конь · b7 белый король · c7 чёрный крест · b6 чёрный крест · e4 белый слон · d3 чёрный крест · f3 чёрный крест · c2 чёрный крест · g2 чёрный крест · e1 чёрный конь | a8 чёрный конь · b7 белый король · c7 чёрный крест · b6 чёрный крест · e4 белый слон · d3 чёрный крест · f3 чёрный крест · c2 чёрный крест · g2 чёрный крест · e1 чёрный конь | a8 чёрный конь · b7 белый король · c7 чёрный крест · b6 чёрный крест · e4 белый слон · d3 чёрный крест · f3 чёрный крест · c2 чёрный крест · g2 чёрный крест · e1 чёрный конь | a8 чёрный конь · b7 белый король · c7 чёрный крест · b6 чёрный крест · e4 белый слон · d3 чёрный крест · f3 чёрный крест · c2 чёрный крест · g2 чёрный крест · e1 чёрный конь | a8 чёрный конь · b7 белый король · c7 чёрный крест · b6 чёрный крест · e4 белый слон · d3 чёрный крест · f3 чёрный крест · c2 чёрный крест · g2 чёрный крест · e1 чёрный конь | a8 чёрный конь · b7 белый король · c7 чёрный крест · b6 чёрный крест · e4 белый слон · d3 чёрный крест · f3 чёрный крест · c2 чёрный крест · g2 чёрный крест · e1 чёрный конь | a8 чёрный конь · b7 белый король · c7 чёрный крест · b6 чёрный крест · e4 белый слон · d3 чёрный крест · f3 чёрный крест · c2 чёрный крест · g2 чёрный крест · e1 чёрный конь | a8 чёрный конь · b7 белый король · c7 чёрный крест · b6 чёрный крест · e4 белый слон · d3 чёрный крест · f3 чёрный крест · c2 чёрный крест · g2 чёрный крест · e1 чёрный конь | 4 |
| 3 | a8 чёрный конь · b7 белый король · c7 чёрный крест · b6 чёрный крест · e4 белый слон · d3 чёрный крест · f3 чёрный крест · c2 чёрный крест · g2 чёрный крест · e1 чёрный конь | a8 чёрный конь · b7 белый король · c7 чёрный крест · b6 чёрный крест · e4 белый слон · d3 чёрный крест · f3 чёрный крест · c2 чёрный крест · g2 чёрный крест · e1 чёрный конь | a8 чёрный конь · b7 белый король · c7 чёрный крест · b6 чёрный крест · e4 белый слон · d3 чёрный крест · f3 чёрный крест · c2 чёрный крест · g2 чёрный крест · e1 чёрный конь | a8 чёрный конь · b7 белый король · c7 чёрный крест · b6 чёрный крест · e4 белый слон · d3 чёрный крест · f3 чёрный крест · c2 чёрный крест · g2 чёрный крест · e1 чёрный конь | a8 чёрный конь · b7 белый король · c7 чёрный крест · b6 чёрный крест · e4 белый слон · d3 чёрный крест · f3 чёрный крест · c2 чёрный крест · g2 чёрный крест · e1 чёрный конь | a8 чёрный конь · b7 белый король · c7 чёрный крест · b6 чёрный крест · e4 белый слон · d3 чёрный крест · f3 чёрный крест · c2 чёрный крест · g2 чёрный крест · e1 чёрный конь | a8 чёрный конь · b7 белый король · c7 чёрный крест · b6 чёрный крест · e4 белый слон · d3 чёрный крест · f3 чёрный крест · c2 чёрный крест · g2 чёрный крест · e1 чёрный конь | a8 чёрный конь · b7 белый король · c7 чёрный крест · b6 чёрный крест · e4 белый слон · d3 чёрный крест · f3 чёрный крест · c2 чёрный крест · g2 чёрный крест · e1 чёрный конь | 3 |
| 2 | a8 чёрный конь · b7 белый король · c7 чёрный крест · b6 чёрный крест · e4 белый слон · d3 чёрный крест · f3 чёрный крест · c2 чёрный крест · g2 чёрный крест · e1 чёрный конь | a8 чёрный конь · b7 белый король · c7 чёрный крест · b6 чёрный крест · e4 белый слон · d3 чёрный крест · f3 чёрный крест · c2 чёрный крест · g2 чёрный крест · e1 чёрный конь | a8 чёрный конь · b7 белый король · c7 чёрный крест · b6 чёрный крест · e4 белый слон · d3 чёрный крест · f3 чёрный крест · c2 чёрный крест · g2 чёрный крест · e1 чёрный конь | a8 чёрный конь · b7 белый король · c7 чёрный крест · b6 чёрный крест · e4 белый слон · d3 чёрный крест · f3 чёрный крест · c2 чёрный крест · g2 чёрный крест · e1 чёрный конь | a8 чёрный конь · b7 белый король · c7 чёрный крест · b6 чёрный крест · e4 белый слон · d3 чёрный крест · f3 чёрный крест · c2 чёрный крест · g2 чёрный крест · e1 чёрный конь | a8 чёрный конь · b7 белый король · c7 чёрный крест · b6 чёрный крест · e4 белый слон · d3 чёрный крест · f3 чёрный крест · c2 чёрный крест · g2 чёрный крест · e1 чёрный конь | a8 чёрный конь · b7 белый король · c7 чёрный крест · b6 чёрный крест · e4 белый слон · d3 чёрный крест · f3 чёрный крест · c2 чёрный крест · g2 чёрный крест · e1 чёрный конь | a8 чёрный конь · b7 белый король · c7 чёрный крест · b6 чёрный крест · e4 белый слон · d3 чёрный крест · f3 чёрный крест · c2 чёрный крест · g2 чёрный крест · e1 чёрный конь | 2 |
| 1 | a8 чёрный конь · b7 белый король · c7 чёрный крест · b6 чёрный крест · e4 белый слон · d3 чёрный крест · f3 чёрный крест · c2 чёрный крест · g2 чёрный крест · e1 чёрный конь | a8 чёрный конь · b7 белый король · c7 чёрный крест · b6 чёрный крест · e4 белый слон · d3 чёрный крест · f3 чёрный крест · c2 чёрный крест · g2 чёрный крест · e1 чёрный конь | a8 чёрный конь · b7 белый король · c7 чёрный крест · b6 чёрный крест · e4 белый слон · d3 чёрный крест · f3 чёрный крест · c2 чёрный крест · g2 чёрный крест · e1 чёрный конь | a8 чёрный конь · b7 белый король · c7 чёрный крест · b6 чёрный крест · e4 белый слон · d3 чёрный крест · f3 чёрный крест · c2 чёрный крест · g2 чёрный крест · e1 чёрный конь | a8 чёрный конь · b7 белый король · c7 чёрный крест · b6 чёрный крест · e4 белый слон · d3 чёрный крест · f3 чёрный крест · c2 чёрный крест · g2 чёрный крест · e1 чёрный конь | a8 чёрный конь · b7 белый король · c7 чёрный крест · b6 чёрный крест · e4 белый слон · d3 чёрный крест · f3 чёрный крест · c2 чёрный крест · g2 чёрный крест · e1 чёрный конь | a8 чёрный конь · b7 белый король · c7 чёрный крест · b6 чёрный крест · e4 белый слон · d3 чёрный крест · f3 чёрный крест · c2 чёрный крест · g2 чёрный крест · e1 чёрный конь | a8 чёрный конь · b7 белый король · c7 чёрный крест · b6 чёрный крест · e4 белый слон · d3 чёрный крест · f3 чёрный крест · c2 чёрный крест · g2 чёрный крест · e1 чёрный конь | 1 |
|   | a | b | c | d | e | f | g | h |   |

- Конь меняет цвет поля при каждом ходе[5].
- От шаха конём невозможно закрыться, при этом король противника не может его взять (атака королём коня возможна только в том случае, если конь окажется на поле, которое находится под боем короля, и не будет при этом защищён другой фигурой).
- Конь — единственная фигура, способная самостоятельно нападать на любую фигуру противника (кроме коня), оставаясь при этом в безопасности. Также и любая фигура противника (кроме коня) находится в безопасности, нападая на коня. Пешка тоже, нападая на ладью или коня, не попадает под их бой.
- Конь способен перескакивать через другие фигуры, как своего цвета, так и чужого.
- Из предыдущего пункта следует, что конь является одной из двух фигур (наряду с пешкой), которой игрок может сделать первый ход в начале партии.
- Конь, как и большинство других фигур, кроме пешки и ладьи, гораздо лучше чувствует себя в центре шахматной доски. При отсутствии помех здесь у него 8 различных ходов. На краю доски конь может сделать всего 4 хода, а в углу — лишь 2.

Возможные комбинации хода коня на стандартной шахматной доске 8х8. Числа в каждом узле показывают возможное количество ходов из данной позиции

## Ценность
Конь примерно равен слону или трём пешкам. Три коня примерно равны ферзю или двум ладьям.
Ценность коня возрастает в закрытых позициях, где дальнобойность других фигур (ферзей, ладей и слонов) ограничена.
Конь без угрозы ответного удара может атаковать любую фигуру (кроме коня) противника. Поэтому конь особенно эффективен в атаке на ферзя. Максимально возможная эффективность коня достигается при одновременной атаке им двух или более полей — «вилке».
В середине игры два слона чаще всего сильнее двух коней или слона и коня («преимущество двух слонов»). В эндшпиле два слона или слон и конь могут дать мат одинокому королю, тогда как два коня при правильной защите не могут. Но с другой стороны возможные маневры двух коней просчитывать немного труднее, чем маневры слонов. Поэтому если у первого игрока есть два коня, а у второго игрока — цейтнот (нехватка времени), то у второго есть большая вероятность недооценить какой-либо ход коня соперника, либо просто просрочить время.

## В культуре

### Ход конём
Фразеологизм «сделать ход конём» означает совершить неожиданный поступок, найти неожиданное решение. Шахматный конь не имеет траектории хода и способен «прыгать» через любые другие фигуры, что и стало причиной происхождения этого фразеологизма. Владимир Высоцкий в известной песне «Честь шахматной короны», часть первая «Подготовка»:
Ничего, я тоже не подарок, —
У меня в запасе — ход конём.
Также в той же песне, но во второй части «Игра», Владимир Высоцкий поет:
Помню - всех главнее королева:
Ходит взад-вперед и вправо-влево,-
Ну а кони вроде - только буквой "Г".

### «Лошадью ходи»
Благодаря кинофильму «Джентльмены удачи» стали популярными выражения «Лошадью ходи!» и, полная версия, «Лошадью ходи, век воли не видать!».